# أولاد ابن حمادي
أولاد بن حمادي قرية مغربية بإقليم سيدي سليمان الساحلي، شمالي الرباط. تضم بلدة أولاد بن حمادي 12.100 نسمة (إحصاء 2004).